# Thomas Söker
Thomas „Toni“ Söker ist ein ehemaliger deutscher Footballspieler.

## Laufbahn
Söker spielte bis 1993 bei den Hamburg Silver Eagles und von 1994 bis 2000 bei den Hamburg Blue Devils und gewann 1996 mit der Mannschaft die deutsche Meisterschaft sowie 1996, 1997 und 1998 den Eurobowl. Deutscher Vizemeister wurde Söker mit den Blauen Teufeln zudem in den Jahren 1995, 1998 und 1999. Er wurde bei den Hamburgern in der Offensive Line eingesetzt. Mit der deutschen Nationalmannschaft wurde er im Jahr 1993 Dritter und 2000 Zweiter der Europameisterschaft.
Nach dem Ende seiner Spielerzeit wurde Söker im Jahr 2000 Mitglied des Trainerstabs der Hamburg Blue Devils und betreute die Offense Line. 2013 wurde er Angriffskoordinator des Regionalligisten Hamburg Pioneers.